# 苏威卡莫诺
苏威卡莫诺，印度尼西亚商人，独裁总统苏哈托的义兄，印尼四人幫之一。他曾是Indocement Tunggal Prakarsa、印多福食物、博加萨里和印地卡娱乐的总裁。他在伊丽莎白医院接受治疗三个月后，于2012年2月17日逝世。